# Ikastola

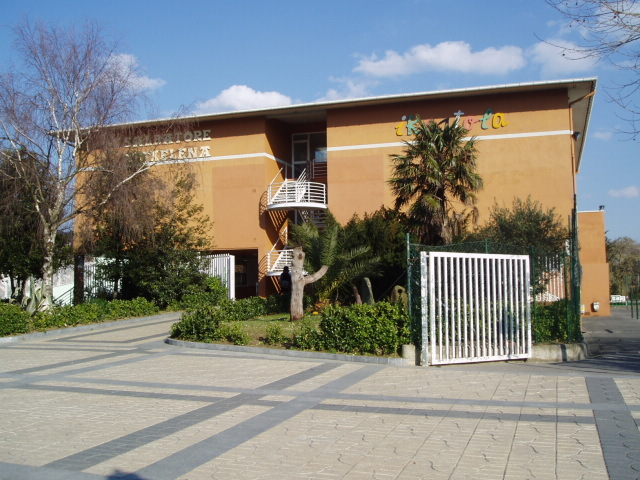
Fachada da ikastola Salbatore Mitxelena de Zarautz, (Guipúscoa).

A Ikastola é um sistema de ensino do país Basco, onde dentro das escolas se fazem as aulas apenas na língua basca.